# Tordai pénzügyi palota
A tordai pénzügyi palota műemlék épület Romániában, Kolozs megyében. A romániai műemlékek jegyzékében a CJ-II-m-B-07799 sorszámon szerepel.